# Mai Xuân Thưởng
Mai Xuân Thưởng (chữ Hán: 枚春賞; 1860–1887), lúc nhỏ tên là Mai Văn Siêu, là sĩ phu và là lãnh tụ phong trào kháng Pháp cuối thế kỷ 19 ở Bình Định (Việt Nam).

## Thân thế & sự nghiệp
Mai Xuân Thưởng là người thôn Phú Lạc, xã Bình Thành, huyện Tuy Viễn (nay là huyện Tây Sơn, tỉnh Bình Định). Cha ông là Mai Xuân Tín, từng làm Bố chính tỉnh Cao Bằng; mẹ là bà Huỳnh Thị Nguyệt, con một nhà quyền quý trong làng .
Thuở nhỏ ông thông minh, ham học. Năm lên 6 tuổi, cha mất sớm, ông lớn lên dưới sự nuôi dạy của mẹ và của tú tài Lê Duy Cung, nên giỏi cả văn lẫn võ. Năm 1878, Xuân Thưởng thi đỗ tú tài.
Đầu tháng 5 năm Ất Dậu (tháng 7 năm 1885), nổ ra cuộc phản công của phe chủ chiến ở Kinh thành Huế, khi ấy ở Bình Định đang diễn ra kỳ thi Hương. Đến khi nghe tin Tôn Thất Thuyết phò vua Hàm Nghi chạy ra Quảng Trị, xuống dụ Cần vương, mấy nghìn sĩ tử liền bỏ thi, trở về quê tụ nghĩa. Ở lại thi tiếp, chỉ còn 8 người và tất cả đều trúng tuyển cử nhân, trong số đó có Mai Xuân Thưởng. Thi đỗ xong, Mai Xuân Thưởng trở về quê Phú Lạc chiêu mộ nghĩa sĩ, lập căn cứ ở Hòn Sưng (nay thuộc thôn Phú Lạc, xã Bình Thành, huyện Tây Sơn).
Khi ấy, nguyên Tổng đốc Đào Doãn Địch sau khi về Bình Định truyền hịch Cần Vương, cũng đã chiêu mộ được khoảng 600 nghĩa quân rồi đóng quân ở thôn Tùng Giản (nay thuộc xã Phước Hòa, huyện Tuy Phước). Kể từ đó (cho đến năm 1887), phong trào Cần Vương ở Bình Định diễn ra rất sôi nổi, và lan nhanh ra đến Quảng Ngãi, Phú Yên...lôi kéo hàng ngàn người thuộc mọi tầng lớp tham gia.
Giữa tháng 7 năm 1885, chủ tướng Đào Doãn Địch tổ chức đánh chiếm thành tỉnh Bình Định. Trừng trị viên quan thân thực dân Pháp là Tổng đốc Lê Bá Thận xong, quân của ông còn kéo nhau đi đánh phá các làng theo đạo Thiên Chúa giáo. Từ Quy Nhơn, quân Pháp kéo lên đàn áp. Đoàn Doãn Địch dàn quân kháng cự lại. Hai bên giao tranh dữ dội ở Trường Úc và Phong Niên. Trước hỏa lực mạnh, lực lượng của Đoàn Doãn Địch bị đánh tan, buộc vị thủ lĩnh này phải chạy về đại bản doanh của Mai Xuân Thưởng, lúc này đang đặt tại Lộc Đổng (Đồng Hươu) ở thôn Phú Phong (huyện Bình Khê, tỉnh Bình Định).
Tháng 9 năm đó (1885), Đào Doãn Địch lâm bệnh mất, Trước đây, khi Mai Xuân Thưởng ứng nghĩa, được Đào Doãn Địch phong làm Tán tương quân vụ; nay trước khi mất, ông cử Mai Xuân Thưởng lên làm Nguyên soái thay mình. Sau khi làm lễ tế cờ tại Lộc Đổng, Mai Xuân Thưởng cho xuất quân và giao chiến với đối phương nhiều trận tại Cẩm Vân, Thủ Thiện, Hòn Kho (Tiên Thuận)...Hồi này, theo giúp sức Mai Xuân Thưởng, có các ông: Tăng Bạt Hổ, Nguyễn Đức Nhuận, Nguyễn Bá Huân, Nguyễn Trọng Trì, Bùi Điền, Đặng Đề, Nguyễn Hóa, Lê Thượng Nghĩa, Hồ Tá Quốc, Võ Đạt... cùng hàng ngàn sĩ phu và nhân dân các tỉnh Phú Yên, Khánh Hòa, Bình Thuận...
Nhận thấy lực lượng của Mai Xuân Thưởng ngày càng lớn mạnh, và đã gây nhiều thiệt hại cho mình. Soái phủ Sài Gòn liền điều Thiếu tá De Lorme đem pháo thuyền án ngữ biển Quy Nhơn. Đồng thời sai Trần Bá Lộc mang quân từ Khánh Hòa đánh ra, Nguyễn Thân từ Quảng Ngãi đánh vào. Nhờ pháo binh yểm trợ, hai cánh quân này nhanh chóng gặp nhau tại Bình Định, rồi cùng tiến lên Phú Phong mặc sức tàn phá.
Tháng 3 năm 1887, sau trận ác chiến ở Bàu Sấu (An Nhơn), Mai Xuân Thưởng bị thương nặng, phải cho rút tàn quân vào Linh Đỗng (núi Phú Phong) ẩn náu, tính kế kháng chiến lâu dài.
Theo vài tài liệu cũ, thì vào tháng 4 năm Đinh Hợi (1887), Trần Bá Lộc kéo quân đến tàn sát dân chúng ở quê ông và còn bắt tra tấn mẹ ông. Đau lòng, ông ra nạp mình để cứu mẹ và dân lành vào ngày 23 tháng 4 năm 1887. Triều đình Đồng Khánh hay tin, bèn ban lệnh lột áo mão cử nhân và hành quyết ông. 
Nhưng theo bài viết gần đây của TS. Đinh Bá Hòa, đăng trên báo Bình Định, thì Mai Xuân Thưởng bị bắt chứ không phải ra hàng. Ông viết:
Gần đây, nhiều tư liệu liên quan đến cuộc kháng chiến chống thực dân Pháp của nhân dân hai tỉnh Bình Định và Phú Yên được công bố; trong đó, có cả những tư liệu được khai thác từ kho lưu trữ của Pháp... Theo báo cáo gửi Thống đốc Nam Kỳ ngày 10 tháng 5 năm 1887, đã cho chúng ta biết khá tường tận về trường hợp bị bắt của Mai Xuân Thưởng như sau:
Lúc ấy, Mai Xuân Thưởng có năm mươi người đi theo ông, trong đó có toàn bộ gia đình của ông: mẹ, vợ và những người phụ tá, kể cả em của ông. Ngày 4 tháng 4, cả nhóm bị vây hãm trong một làng Chàm (có thể là Vân Canh), nhưng sau đó chạy thoát. Ngày 21 tháng 4 gia đình Mai Xuân Thưởng bị bắt, nhưng ngay đêm hôm sau ông Thưởng lại giải thoát được. Nhưng, đêm 31 tháng 4 rạng ngày 1 tháng 5, một trong những thủ hạ của Mai Xuân Thưởng bị bắt làm tù binh, đã chịu hàng và chỉ chỗ ở những người đang chạy trốn. Trần Bá Lộc và Bùi Giảng  đã bắt được Mai Xuân Thưởng ngày 4 tháng 5 khi ông đang trốn trong một cái hang núi Hòn Nhên ở làng Thang Ót, ở gần chỗ giáp giới Phú Yên và ngọn nguồn sông Côn. Ngày hôm sau, gia đình ông bị bắt.
Sau ông, những thủ lĩnh cuối cùng hầu như cũng bị bắt hết: Nguyễn Ngọc Loan bị bắt 14 tháng 5; Lê Khanh 20 tháng 5...".
Trong Luận án Tiến sĩ sử học của Phan Văn Cảnh cũng cho rằng, vào ngày 21 tháng 4 năm 1887, Trần Bá Lộc đã cho quân bao vây căn cứ Hầm Hô, Linh Đổng và cuối cùng, đã chiếm được căn cứ, bắt được một số nghĩa quân, trong đó có mẹ Mai Xuân Thưởng. Tuy nhiên, đêm 30 tháng 4 năm 1887, Mai Xuân Thưởng đã cử một đội quân cảm tử đột nhập doanh trại Trần Bá Lộc, giải vây cho những người bị bắt, trong đó, có bà mẹ Mai Xuân Thưởng. Sau khi giải vây, Mai Xuân Thưởng cùng đoàn thuộc hạ gồm 50 người vượt núi vào Phú Yên, tiếp tục kháng chiến, nhưng khi đến đèo Phủ Quý (ranh giới giữa Bình Định và Phú Yên) thì bị phục binh Trần Bá Lộc đón bắt hết. Sau đó, đối phương cho đem tất cả nhóm về Phú Phong, tổ chức ăn mừng chiến thắng và phao tin Mai Xuân Thưởng ra hàng để hạ uy tín của ông...
Từ đó đến nay, tên của ông được đặt cho con đường ở Hà Nội, Bình Định (quê hương ông), Nha Trang, Buôn Ma Thuột... UBND thành phố Hà Nội cũng quyết định đặt tên của ông ngay trong khuôn viên của vườn hoa cùng tên.

## Tuẫn quốc
Trần Bá Lộc dụ hàng, Mai Xuân Thưởng khẳng khái nói: Chỉ có đoạn đầu tướng quân, chứ không có hàng đầu tướng quân. Biết không thể khuất phục được, đối phương đã đưa ông cùng các thuộc hạ ra xử trảm tại Gò Chàm (phía đông thành Bình Định cũ). Thi hài ông sau đó được đưa về táng tại Cây Muồng (nơi cha ông đã yên nghỉ), thuộc thôn Phú Lạc.
Và theo báo cáo do Tirant thiết lập ngày 11 tháng 6 năm 1887 gửi Thống đốc Nam Kỳ (tư liệu số Aix11.929), thì:
Có ba đợt hành quyết: ngày 1 tháng 6 có năm người, trong đó có Lê Khanh; ngày 7 tháng 6 có 12 người, trong đó có Mai Xuân Thưởng và Bùi Điền; ngày 12 tháng 6 có chín người và ngày 13 tháng 6 có một người. Tổng cộng có 27 người bị hành quyết, trong đó có một vài người là thủ lĩnh lớn nhất của phong trào Bình Định-Phú Yên.
Căn cứ vào đây thì Mai Xuân Thưởng bị xử chém vào đợt thứ hai, ngày 7 tháng 6 năm 1887, chứ không phải ngày 6 tháng 6 như tài liệu lâu nay đã ghi..
Năm 1961, nhà thơ Quách Tấn và nhiều người dân đã đứng ra vận động xây dựng lăng mộ nhà Mai Xuân Thưởng và các lãnh tụ Cần Vương khác của quê hương Bình Định. Ngày 22 tháng 1 năm đó (1961), nhân dân ở Tây Sơn đã làm lễ đưa hài cốt ông từ Phú Lạc về lăng mộ trên một quả đồi cao thuộc thôn Hòa Sơn, xã Bình Tường. Đây cũng chính là căn cứ mà lúc sinh thời, ông dựng cờ khởi nghĩa chống Pháp .

## Thơ Mai Xuân Thưởng
Thơ làm trong lúc chiến đấu:
| Chết nào có sợ, chết như chơi, Chết bởi vì dân, chết bởi thời. Chết hiếu chi nài xương thịt nát, Chết trung bao quản cổ đầu rơi. Chết nhân tiếng để vang nghìn thủa, Chết nghĩa danh thơm vọng mấy đời. Thà chịu chết vinh hơn sống nhục Chết nào có sợ, chết như chơi. | Thơ làm trước lúc bị hành hình: Không tính làm chi việc mất còn, Nợ trai lo trả ấy là khôn. Gió đưa hồn nghĩa gươm ba thước, Đá tạc lòng trung quý mấy hòn. Tái ngắt mặt gian xương tợ giá, Đỏ loè bia sách máu là son. Rồi đây thoi ngọc đưa xuân tới, Một nhánh mai già nảy rậm non . |

## Giai thoại
Năm 1885 tại trường thi Bình Định, sĩ tử vừa thi xong trường ba, thì nghe tin Kinh thành Huế thất thủ, nên phần đông đều bỏ về. Vào trường tư chỉ còn tám người, mà Mai Xuân Thưởng là một. Khi ban áo mão, quan Chánh chủ khảo tặng tám ông tân khoa một bài thơ luật Đường như sau:
| Sơn Hà phong cảnh dị tiền niên Hoành giám du khan thử địa huyền Hận mãn xương môn trần ám ngoại Lệ linh văn viện bút đình biên Lịch truyền giáo dục ân như hải Bát giải thinh danh thẩm thị tiên Nhất dự y quan nan tự ủy, Cương thường khán tử cổ anh hiền. | Tạm dịch: Non sông rày đã khác xưa Gương nêu tài tuấn còn nêu chốn nầy Hận tràn, cung khuyết bụi bay Tay cam dừng bút, lệ đầy viện văn Bao triều tắm gội biển ân Phẩm tiên tám giải thêm phần thanh cao Cân đai trót đã dự vào Cương thường noi dấu anh hào soi chung. |

Tương truyền rằng trước khi khảo lại các quyển thi, quan chánh chủ khảo nằm mộng thấy một bà lão cầm tặng một nhánh mai trắng chỉ trổ một bông nhụy vàng cánh trắng, mùi hương nhẹ nhàng. Viên quan vừa đưa tay nâng thì hoa rụng vào nghiên son, và bà lão biến mất. Quan giật mình tỉnh dậy, bâng khuâng không hiểu điềm chi. Khi xét thấy trong tám ông cử nhân có một ông họ Mai, và xem lại quyển văn thì thấy văn chương có khí phách, thì đoán rằng điềm ứng vào Mai Xuân Thưởng, nên ban áo mão xong, quan mời riêng Xuân Thưởng vào dặn:
Lúc này nước nhà mất, một phần lớn do nơi đám sĩ phu. Cho nên làm việc gì cũng phải hết sức thận trọng.
Mai Xuân Thưởng lĩnh ý lui ra, trở về nhà khởi binh chống Pháp.